# Chacra

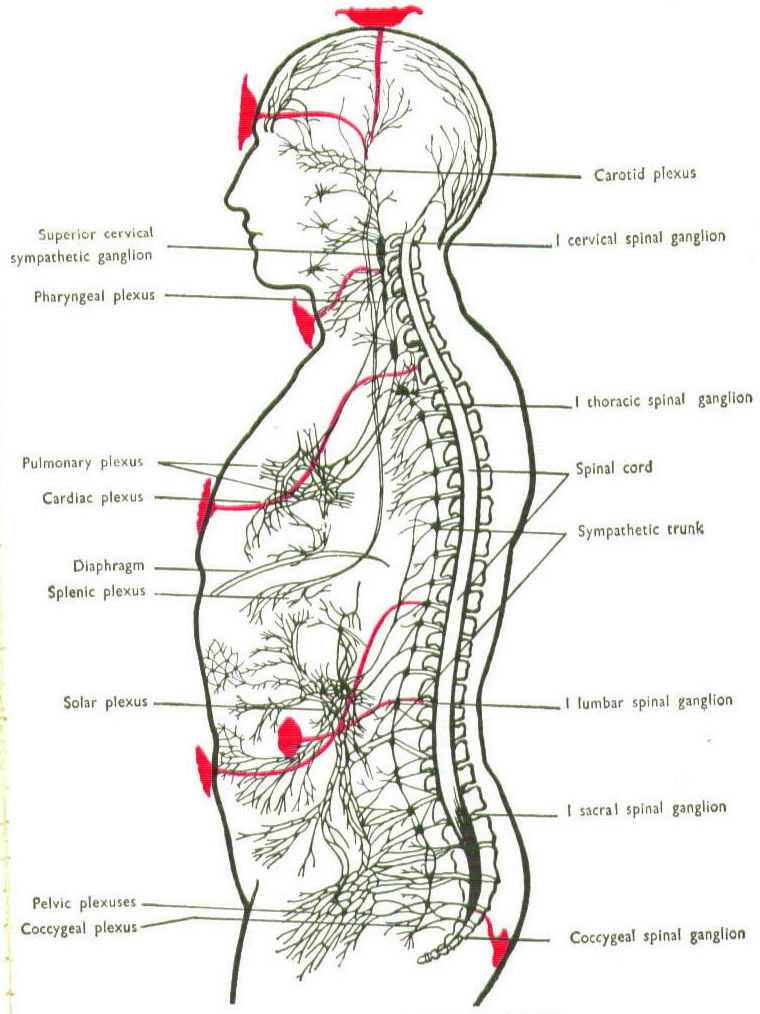
Representação dos chacras em vista lateral. Algumas linhas de estudo acreditam que eles estariam ligados à ramificações nervosas denominadas plexos nervosos pela literatura médica.

Chacras, também conhecidos pela grafia chakras, segundo a cultura hindu, iogue e estudos da teosofia e conscienciologia, são centros de absorção, exteriorização e administração de energias no duplo etérico. Os chacras são estudados por diversas religiões, escolas espirituais e pesquisadores da área espiritualista e existem alguns consensos acerca de suas funções, formas e funcionamento dentre estes envolvidos.
É fundamental entender que chacras são estruturas estudadas por diversas linhas religiosas e espiritualistas. Desta forma, existem informações muito variadas e algumas dessas informações divergem dentro destas variadas linhas de estudo assim como algumas informações convergem para um consenso ainda que, por vezes, tenham terminologias diferentes.

## Etimologia
Chakra (चक्र) originaria do sânscrito, vinda de cakraṃ (pronunciado [tʃəkrə]) em Pali, referenciada em chinês tibetano: Chakka; com significado "roda", "giro" ou cíclico, é descrito por muitos como uma roda de fiar a luz.
A revisão do tântrico por M. N. Roy comenta que a história diz que a palavra "chakra" é usada para significar várias coisas diferentes nas fontes em sânscrito:
No Budismo, o termo sânscrito chakra (Pali cakka) é usado em um sentido diferente do "círculo", referindo-se à concepção de Rebirth composta por seis estados em que os seres podem ser renascidos.

## Origem
Os primeiros registros sobre os chacras surgiram nas antigas escrituras hindus Upanishads por volta de 600 a.c. No entanto, acredita-se que este conhecimento tenha sido transmitido oralmente de geração em geração dentro da cultura hindu durante muitos anos antes de ser registrado, embora não seja possível precisar por quanto tempo isso ocorreu.
Por serem considerados núcleos energéticos que podem ser vistos por clarividentes desenvolvidos, acredita-se que estes conhecimentos tiveram origem em algum ou alguns grupos hindus, muitos anos antes dos primeiros registros escritos, onde havia um ou mais clarividentes capazes de observar estes pontos e estudá-los.

## Funcionamento

### Absorção
É considerado que os chacras têm entre as suas funções a absorção de energias do ambiente onde se encontra. Essas energias podem ser divididas em duas categorias: processadas e não-processadas (essas últimas também sendo conhecidas como bioenergias).Entre as não-processadas estaria a energia imanente (também conhecida como prana ou qi) e telúricas (kundalini), já entre as processadas estariam as energias conscienciais, que são as energias não-processadas que foram absorvidas por alguma consciência, processadas e exteriorizadas no ambiente.
Em 1927, um escritor teosofista autodeclarado como clarividente chamado Charles Webster Leadbeater propôs ainda uma terceira forma de energia não processada que seria absorvida pelos chacras a qual chamou de glóbulos de vitalidade. Esta teoria, porém, não é um consenso entre as escolas espirituais.

### Processamento
Outra função dos chacras seria a administração e processamento das energias absorvidas. Pouco se sabe sobre as minúcias deste processamento, mas acredita-se que uma das principais funções seja a vitalização que permite à consciência a animação do corpo físico para se manifestar. Outra forma de processamento seria uma espécie de tradução de algo absorvido do extrafísico para as capacidades sensoriais do indivíduo, assim como as ondas mecânicas que atingem os ouvidos são interpretadas como som pelo nosso cérebro quando dentro das frequências audíveis (20 Hz a 20KHz) .
Esse processamento das energias do ambiente em forma de tradução permitiria também a sensitivos experienciar sensações diversas e capacidades anímicas como percepções advindas do acoplamento áurico, onde o sensitivo experienciaria as sensações emocionais de outrem (conhecido popularmente por uma capacidade dos chamados empatas) e o que se denominou na parapsicologia de psicometria, por exemplo, onde o sensitivo teria a percepção de energias conscienciais impregnadas a objetos. Não confundir este último com a psicometria da psicologia que é um conjunto de métodos quantitativos de análise nessa área.
Neste processamento existiria a contaminação natural das energias não processadas pelo duplo etérico do indivíduo de forma semelhante a como a água pura em contato com a terra gera lama. Assim, a energia não processada seria contaminada após passar pelo duplo etérico de um indivíduo com emoções diversas, emoções essas que seriam a origem de tal contaminação, configurando-as após esse processo como energias conscienciais.
Desta forma, existiriam dois tipos de processamento conhecidos até agora feitos pelos chacras: o de vitalização e o de tradução.

### Exteriorização
É considerado que alguma parte das energias que circulam no duplo etérico que já passaram por processamento são exteriorizadas formando um campo energético (também conhecido como campo áurico, aura, energossoma, entre outros) ao redor do corpo físico, embora não sejam limitadas somente a esse campo, podendo ser expelidas fora dos limites deste. Essa exteriorização seria a das chamadas energias conscienciais que carregariam consigo diferentes gamas de emoções e sentimentos provenientes do duplo etérico pelo qual passou no momento em que foi exteriorizada.

## Forma e relações fisiológicas
Os chacras são percebidos por clarividentes como vórtices circulares (redemoinhos) de energia que parecem girar em movimento helicoidal em alta velocidade em diferentes pontos de nosso corpo. Essas formas circulares seriam levemente afundadas no centro assemelhando-se ao formato de pratos de cozinha e com curvaturas arredondadas nas bordas assemelhando-se à pétalas de flores, daí a comum representação que os chacras tem como flores de lótus em algumas culturas. As suas cores, bem como a sua intensidade luminosa pode variar conforme o indivíduo observado pelo clarividente.
Por motivos metodológicos, a descrição da quantidade destes pontos pode variar conforme a linha de estudo analisada. Na maioria das vezes, no entanto, consideram-se 7 os chacras principais, sendo seis destes os mesmos em todas as linhas de estudo, variando apenas a substituição de um: do chacra sexual (geniturinário) pelo chacra esplênico em algumas linhas de estudo. Estes seriam dispostos verticalmente desde a base da coluna no períneo até o topo da cabeça.
Alguns pesquisadores espiritualistas teorizam que cada um dos chacras principais (excluindo nesta visão o esplênico) estaria relacionado com uma glândula do corpo humano. Nesta visão, o duplo etérico ainda poderia ser o coordenador das emissões involuntárias de estímulos para produção de hormônios no corpo físico através destas glândulas. Não há, no entanto, um consenso sobre a conexão dos chacras principais com o sistema endócrino.

## Os chacras principais
Nesta lista é possível encontrar tanto os seis chacras que são consenso em todas as linhas de estudo mais o chacra esplênico. O chacra sexual (ou geniturinário), bem como outros como os plantares, palmares e hepático não foram incluídos na lista. Os nomes de cada chacra que aparece nesta lista são aqueles que são mais frequentemente vistos, mas podem variar conforme a linha de estudo.
As figuras são representações simbólicas de cada chacra no hinduísmo e não se referem à real aparência destes.
Os mantras se referem a sons que, de acordo com algumas culturas como a hindu, quando pronunciados repetidamente poderiam acelerar o giro dos chacras.
Os setores circulares se referem à divisões na forma circular dos chacras que na teosofia são conhecidos como raios e no hinduísmo e na yoga como pétalas.
As cores presentes na lista são uma representação simbólica de cada chacra e não necessariamente representam a cor real do chacras.

### Básico (genésico)

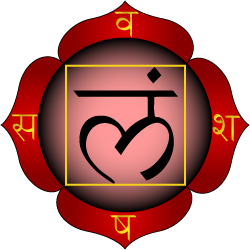
Representação simbólica do Muladhara chacra. Não condiz com aparência real.

(também conhecido como Chacra Raiz ou Chacra Base)
Nome em sânscrito: Muladhara ("Raiz de Suporte ").
Mantra: Lam.
Setores circulares (raios ou pétalas): 4.
Localização: Região do períneo.
Cor simbólica: Vermelho.
O primeiro chacra (básico) é o único voltado em direção ao solo. Alguns pesquisadores o relacionam com as glândulas suprarrenais. Acredita-se que ele administre os instintos primitivos, impulsos de sobrevivência, e ser por onde entra a energia telúrica (ou kundalini). Acredita-se também que quando está enfraquecido pode indicar a presença de dependência química a drogas ou outras substâncias.

### Esplênico

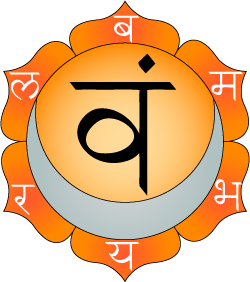
Representação simbólica do Swadhisthana chacra. Não condiz com aparência real.

Nome em sânscrito: Swadhistana ("Fundamento de si próprio")
Mantra: Vam.
Setores circulares (raios ou pétalas): 6.
Localização: Região do baço.
Cor simbólica: Laranja.
O segundo chacra (esplênico), é muitas vezes relacionado com o baço. Acredita-se que ele administre a vitalidade proveniente das bioenergias bem como seja responsável por alguns estímulos como medo, ansiedade e reações à situações estressantes. Acredita-se também que quando está enfraquecido pode indicar doenças relacionadas ao sistema imunológico e psicopatologias.

### Umbilical (Gástrico ou Plexo Solar)

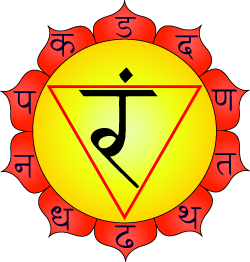
Representação simbólica do Manipura chacra. Não condiz com aparência real.

Nome em sânscrito: Manipura ("Cidade das Jóias")
Mantra: Ram.
Setores circulares (raios ou pétalas): 10.
Localização: Aproximadamente dois dedos acima do umbigo.
Cor simbólica: Amarelo.
O terceiro chacra (umbilical) é o último de cima para baixo considerado como estando no grupo dos chacras reativos, que são sensíveis à estímulos exteriores e passíveis de reações imediatas de intensidades variadas. Alguns pesquisadores o relacionam com a glândula pâncreas. Acredita-se que ele auxilie no processo digestivo e de distribuição de nutrientes bem como seja responsável por estímulos como a euforia (positiva ou negativa) e características como o narcisismo. Acredita-se também que quando está enfraquecido pode indicar doenças gastrointestinais.

### Cardíaco

Representação simbólica do Anahata chacra. Não condiz com aparência real.

Nome em sânscrito: Anahata ("Invicto"; "Inviolado")
Mantra: Yam.
Setores circulares (raios ou pétalas): 12.
Localização: Região do coração.
Cor simbólica: Verde.
O quarto chacra (cardíaco) é algumas vezes citado como o ponto de encontro entre as energias telúricas (kundalini) absorvidas pelo chacra básico e as energias imanentes (prana ou qi) absorvidas pelo chacra coronário, porém isso não é um consenso entre as diferentes linhas de estudo. Alguns pesquisadores o relacionam com a glândula timo. Acredita-se que ele seja responsável pelo potencial para o amor altruísta e que fique em maior atividade em momentos de benquerença e ternura incondicional. Acredita-se também que quando está enfraquecido pode indicar doenças cardíacas ou respiratórias.

### Laríngeo

Representação simbólica do Visuddha chacra. Não condiz com aparência real.

Nome em sânscrito: Visuddha ("O purificador")
Mantra: Ham.
Setores circulares (raios ou pétalas): 16.
Localização: Região da laringe.
Cor simbólica: Azul claro.
O quinto chacra é o laríngeo. Alguns pesquisadores o relacionam com a glândula tireóide. Acredita-se, geralmente, que ele esteja relacionado principalmente com as capacidades comunicativas e irrigação energética do aparelho fonador.  Acredita-se também que quando está enfraquecido pode indicar doenças hormonais relacionadas à tireoide, bem como inflamações na região da garganta.

### Frontal

Representação simbólica do Ajña chacra. Não condiz com aparência real.

Nome em sânscrito: Ajña ("O Centro de comando")
Mantra: AUM.
Setores circulares (raios ou pétalas): 96 (2 grupos de 48).
Localização: Região inferior da testa, um pouco acima do espaço entre as sobrancelhas.
Cor simbólica: Azul índigo.
O sexto chacra tem em algumas culturas do oriente que foram posteriormente difundidas no ocidente a contagem de seus raios apenas considerando seus grupos, que são dois, e podem aparecer em alguns materiais desta procedência de tal forma. Também é conhecido como "terceiro olho" na tradição hinduísta. Alguns pesquisadores o relacionam com a glândula hipófise (ou pituitária). Considera-se que ele esteja ligado às capacidades de concentração, cognição, bem como as capacidades anímicas como a clarividência e a percepção sutil. Acredita-se que ele esteja em maior atividade quando em momentos de serenidade, silêncio interno, meditação, estudo, leitura e de ímpetos de colaboração. Acredita-se também que quando bem desenvolvido, pode indicar uma alta sensibilidade e percepção energética, bem como a presença de capacidades anímicas.

### Coronário

Representação simbólica do Sahasrara padma. Não condiz com aparência real.

Nome em sânscrito: Sahasrara ("O Lótus das mil pétalas")
Mantra: Ogum Satyam Om.
Setores circulares (raios ou pétalas): 972 (um grupo de 960 e outro central de 12).
Localização: Região central do topo da cabeça.
Cor simbólica: Violeta e Branco.
O sétimo chacra (coronário) é considerado como a porta de entrada da energia imanente. É conhecido também como o chacra da coroa ou o lótus das mil pétalas e é representado na tradição indiana por uma flor-de-lótus de mil pétalas na cor violeta. Alguns pesquisadores o relacionam com a glândula epífise (ou pineal). Considera-se como sendo relacionado com a capacidade de estabilidade absoluta, sintonia com pensamentos mais sutis como o de fraternidade generalizada e ainda tendo relação com fenômenos mediúnicos como a psicofonia e a psicografia e anímicos como a projeção da consciência.

## Linhas de estudo

### Hinduísmo e Yoga

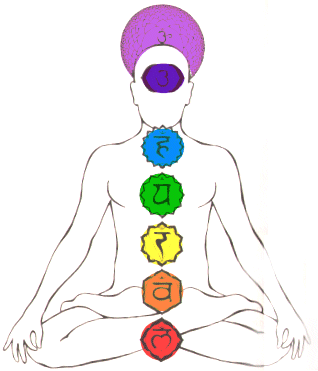
Representação simbólica dos Chacras.

Segundo a cultura yogue, os chacras seriam os pontos onde se encontram e fundem as nadís, ou meridianos, canais condutores da energia no organismo. Eles distribuiriam as energias através desses canais (nadis) que auxiliariam no funcionamento de órgãos e sistemas, entre outras funções. Estas nadís uniriam-se em vários pontos que rodam no sentido dextrógiro (que provoca rotação para a direita - no sentido dos ponteiros do relógio. Antônimo de levógiro ou sinistrogiro).
Ainda segundo a cultura yogue, seria através do desequilíbrio desta energia vital que as pessoas adoeceriam e acabariam obstruindo a ligação com o Divino. Nosso corpo físico teria pontos, que quando ativados, fariam fluir a energia vital, nos trazendo alegria e saúde. Seria através dos nadis (meridianos) - caminhos invisíveis dentro do nosso organismo - que a energia vital caminharia por todo o nosso corpo e chegaria aos chacras, em pontos que concentram vibrações mais específicas.
Atualmente, com a universalização do conhecimento, existe a tendência a considerar a convergência dos conceitos das culturas indiana e chinesa sobre estes centros de energia (chakras), e os nadis. Os nadis seriam correspondentes aos meridianos chineses, assim como prana e qi seriam nomes diferentes para a mesma energia vital.

### Tantra Yoga
Segundo o Tantra Yoga, a noção de chacra faz parte do tantra ou tantrismo, para o qual a kundaliní reside no Muladhara. O objetivo das práticas tântricas, que são essencialmente sensoriais, é considerado o despertar e a subida da kundalini através dos chacras, o que os ativaria, a fim de se unir no Sahasrara com Shiva, representado como essência espiritual. Uma das fontes de inspiração do Hatha Yoga é o tantrismo, pois o "combustível" das práticas das posturas psicofísicas é justamente a energia Kundaliní.
Os chakras seriam conectados entre si por uma espécie de tubo etérico (Nadi) principal chamado "Sushumna", ao longo do eixo central do corpo humano, por onde dois outros canais alternados "Ida" que sairiam da base da espinha dorsal à esquerda de Sushumna e "Pingala" à direita (na mulher estariam invertidas estas posições).
Os Nadis conduziriam e regulariam o prana em espirais concêntricas. Estes Nadis seriam os principais, entre milhares, que percorreriam todo o corpo em todas as direções, linhas meridianos e pontos. Para os hindus, os Nadis são sagrados e consideram ser por meio da "Sushumna" que o yogi deixa o seu corpo físico, entra em contato com os planos superiores e traz para o seu cérebro físico a memória de suas experiências.

### Conscienciologia
Na conscienciologia, linha de estudos espirituais fundada pelo médico Waldo Vieira, os chacras são centros energéticos de intercâmbio bioenergético da consciência com a dimensão energética e o ponto de conexão entre veículos de manifestação da consciência para a energização geral. Segundo ela, através dos chacras seria possível fazer a absorção, exteriorização e mobilização ou deslocamento de energias ao longo do energossoma. O autor considera o conjunto dos chacras enquanto veículo de manifestação da consciência, denominado holochacra

### Espiritismo

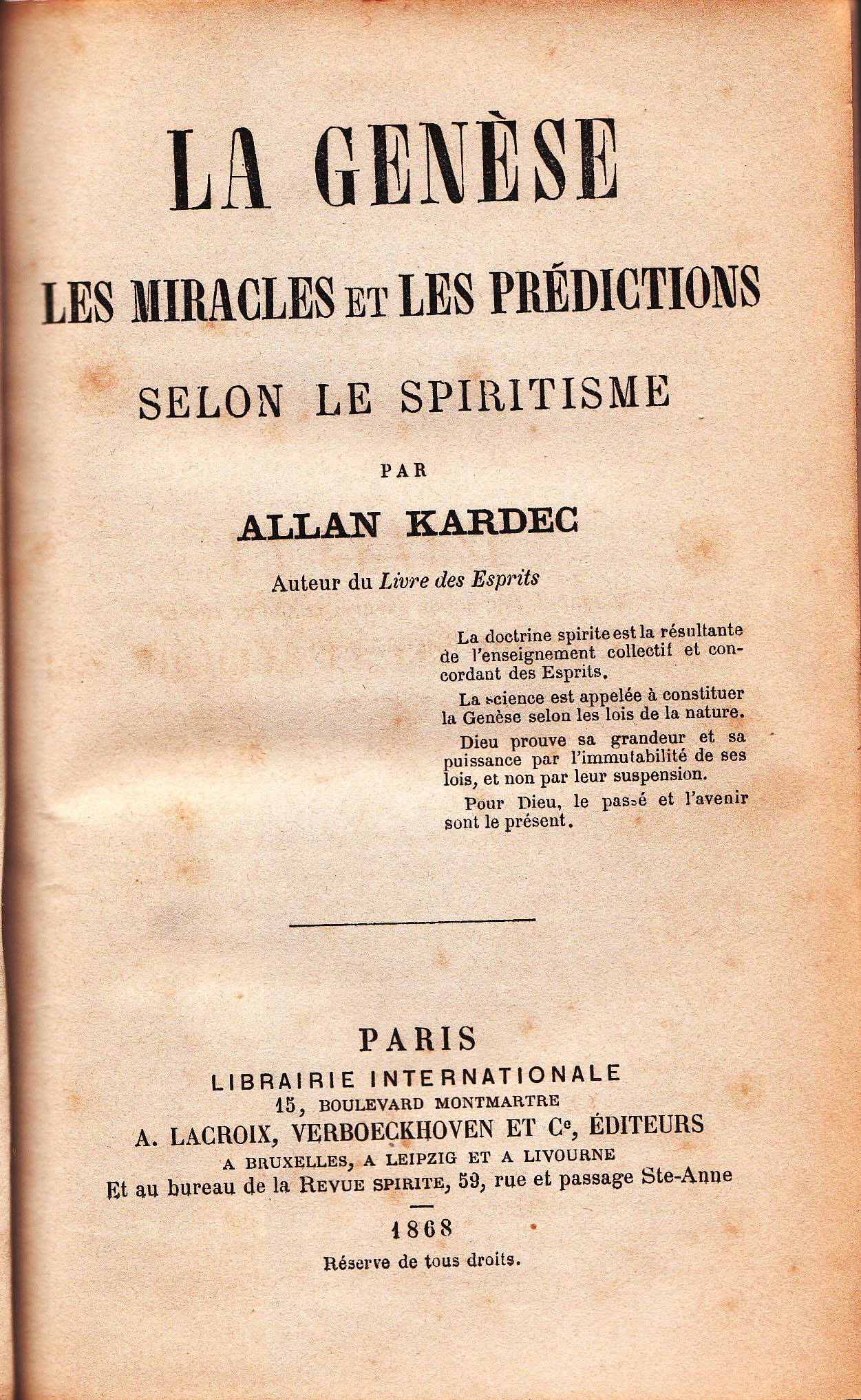
Publicação de "A Gênese" em Paris

No espiritismo kardecista clássico os chacras não são abordados, porém é possível encontrar referências dentro da doutrina com termos equivalentes.
No livro "A Gênese" de Allan Kardec, uma das obras básicas fundacionais do espiritismo, o autor se refere aos chacras como "poros perispiríticos" dando-lhes a atribuição de absorção de fluídos extrafísicos, terminologia espírita equivalente à comumente utilizada energia.
É possível também encontrar referências sobre os chacras dentro dos livros da coleção "Nosso Lar", creditado como psicografado por Chico Xavier, o mais importante e renomado médium brasileiro para o espiritismo, e de autoria creditada ao espírito comunicante André Luiz. Na obra intitulada "Entre a Terra e o Céu", por exemplo, os chacras são referidos como centros ou núcleos de força e o chacra básico (também conhecido como chacra genésico) é referido como centro genésico.

### Institutos de pesquisa independente
Existem também institutos de pesquisas sobre a espiritualidade que não seguem nenhuma religião ou cultura específica que geralmente são encabeçados por médiuns, clarividentes, e/ou projetores astrais considerados pelo meio como muito desenvolvidos. Estes institutos geralmente empregam uma metodologia empírica onde o que é apresentado é o que pode ser verificado pelo seu fundador através de suas capacidades anímicas e/ou mediúnicas. Alguns destes institutos considerados pelo meio como sérios são o IPPB (Instituto de Pesquisas Projeciológicas e Bioenergéticas), encabeçado pelo pesquisador Wagner Borges, o IAC (International Academy of Counciousness), encabeçado pela pesquisadora Nanci Trivellato e o CEC (Centro de Estudos da Consciência), encabeçado pelo pesquisador Moisés Esagüi.

### Na música

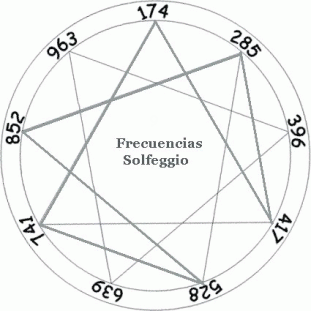
Diagrama de frequência de solfejo

Em meados da década de 1970, os americanos Joseph Puleo e Leonardo Horowitz, estudando diversos textos religiosos, principalmente a Bíblia, descobriram 6 frequências musicais, ou frequências de solfejo: 396 Hz, 417 Hz, 528 Hz, 639 Hz, 741 Hz e 852 Hz. Ouvir música com essas frequências, segundo inúmeros estudos, pode melhorar o estado psicológico de uma pessoa. De acordo com muitas afirmações, essas frequências coincidem com as vibrações dos chakras. Além disso, conforme observado pelos pesquisadores, os instrumentos musicais do mundo antigo eram sintonizados principalmente na frequência de 432 Hz, que, segundo dados recentes, não consta na lista das principais frequências do solfejo, mas tem um efeito calmante efeito. Portanto, ouvi-los ajuda a desenvolver os chakras e a curar o corpo .